# ايهار (السياني)

تعديل مصدري - تعديل

ايهار هي إحدى قرى عزلة عميد الداخل بمديرية السياني التابعة لمحافظة إب، بلغ تعداد سكانها 1464 نسمة حسب تعداد اليمن لعام 2004.